# 권경유
권경유(權景裕, ？ ~ 1498년)는 조선시대 전기의 문신, 학자이다. 자는 군요, 호는 치헌, 본관은 안동이다. 김종직의 문인
젊었을 때 김종직의 제자로 수학하고, 문과에 급제하여 연산군 때 정세가 변함을 보고 교리로서 제천 현감 등을 지냈다. 그 후 김일손과 함께 사관으로 있을 때, 김종직의 <조의제문>을 역사책에 실은 것이 원인이 되어 1498년 무오사화가 일어나자 김일손과 함께 처형되었다.
중종이 왕위에 오르자 그의 죄를 풀어주었고, 승정원도승지의 벼슬에 추증되었다.

## 같이 보기
- 갑자사화
- 김종직
- 김일손
- 정여창
- 김안국
- 조의제문